# Alveopora marionensis
Alveopora marionensis är en korallart som beskrevs av Veron och Marcel Pichon 1982. Alveopora marionensis ingår i släktet Alveopora och familjen Poritidae. IUCN kategoriserar arten globalt som sårbar. Inga underarter finns listade i Catalogue of Life.